# کاپوتور ولی
کاپوتور ولی (به لاتین: Kapputhoor Veli) یک منطقهٔ مسکونی در سری‌لانکا است که در استان شمالی (سری‌لانکا) واقع شده‌است.